# Carlos Follert Fleidl
Carlos Heinz Follert Fleidl (Osorno, 12 de agosto de 1918 - Santiago, 17 de febrero de 1974) fue un agricultor y político liberal chileno. Hijo de Emilio Follert e Ida Fleidl. Contrajo matrimonio con Lavinia Cox Solari.

## Actividades profesionales
Educado en el Instituto Alemán y en el Liceo de Osorno. Propietario de una fábrica de Aceite Industrial Sur. Se desempeñó además como contratista de caminos y agricultor explotando los fundos “Pelleco”, “Michaicahuin” y “Bellavista” en Osorno. 
Fue además secretario de la Cooperativa Agrícola Lechera de Osorno (1948).

## Actividades políticas
Fue militante del Partido Liberal, siendo elegido regidor de la Municipalidad de Osorno (1950-1953) y alcalde (1953-1956).
Elegido Diputado por Osorno y Río Negro (1961-1965), participando de la comisión permanente de Economía y Comercio.
Visitó varios países de Europa (1962).

## Otras actividades
Fue socio y director del Club Aéreo, tercer vicepresidente del Club de Leones, miembro del Club de Osorno y de la Sociedad Agrícola y Ganadera de Osorno.
Presidente honorario del Club de Tiro “García Hurtado de Mendoza” y del Asilo de Huérfanos de Rahue.